# Olympische Geschichte Lesothos
| Gelbes Symbol für Goldmedaillen mit stilisierten Olympischen Ringen | Graues Symbol für Silbermedaillen mit stilisierten Olympischen Ringen | Braundes Symbol für Bronzemedaillen mit stilisierten Olympischen Ringen |
| ------------------------------------------------------------------- | --------------------------------------------------------------------- | ----------------------------------------------------------------------- |
| —                                                                   | —                                                                     | —                                                                       |

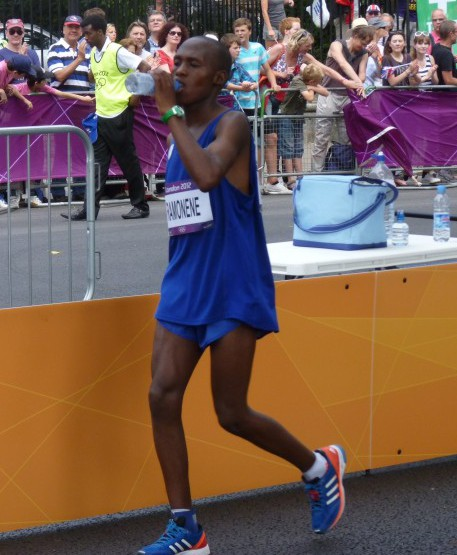
Tsepo Ramonene kommt als 85. und Letzter unter großem Beifall der Zuschauer ins Ziel des Marathonlaufen von London 2012

Lesotho, dessen NOK, das Lesotho National Olympic Committee, 1971 gegründet wurde, nimmt seit 1972 an Olympischen Sommerspielen teil. Lesotho beteiligte sich 1976 an dem Boykott afrikanischer Länder und blieb den Spielen von Montreal fern. Zu Winterspielen wurde bislang kein Athlet geschickt. Medaillen konnten Sportler des südafrikanischen Binnenstaates bislang nicht gewinnen.

## Übersicht
Die erste Teilnahme Lesothos an Olympischen Spielen fand 1972 in München statt. Erster Olympionike des Landes war der Sprinter Motsapi Moorosi. Die Spiele von Montreal 1976 wurden von Lesotho boykottiert, das Land hatte sich dem Boykottaufruf der afrikanischen Länder angeschlossen.
1980 in Moskau, 1984 in Los Angeles und 1988 in Seoul blieben die Teilnehmer erfolglos, wobei in Los Angeles erstmals Boxer aus Lesotho antraten. 1992 in Barcelona ging mit der 800-Meter-Läuferin Mantokoane Pitso erstmals eine Frau aus Lesotho an den Start. 2000 in Sydney nahmen erstmals Taekwondo-Kämpfer teil, 2012 in London erstmals eine Schwimmerin. In Rio de Janeiro 2016 trat ein lesothischer Mountainbikefahrer an.

## Übersicht der Teilnehmer

### Sommerspiele
| Jahr      | Athleten           | Athleten           | Athleten           | Sportarten         | Sportarten         | Sportarten         | Sportarten         | Sportarten         | Medaillen          | Medaillen          | Medaillen          | Medaillen          | Rang               |
| Jahr      | Gesamt             |                    |                    |                    |                    |                    |                    |                    |                    |                    |                    | Medaillen – Gesamt | Rang               |
| --------- | ------------------ | ------------------ | ------------------ | ------------------ | ------------------ | ------------------ | ------------------ | ------------------ | ------------------ | ------------------ | ------------------ | ------------------ | ------------------ |
| 1896–1992 | nicht teilgenommen | nicht teilgenommen | nicht teilgenommen | nicht teilgenommen | nicht teilgenommen | nicht teilgenommen | nicht teilgenommen | nicht teilgenommen | nicht teilgenommen | nicht teilgenommen | nicht teilgenommen | nicht teilgenommen | nicht teilgenommen |
| 1972      | 1                  | 1                  | 0                  |                    | 1                  |                    |                    |                    |                    |                    |                    |                    |                    |
| 1976      | nicht teilgenommen | nicht teilgenommen | nicht teilgenommen | nicht teilgenommen | nicht teilgenommen | nicht teilgenommen | nicht teilgenommen | nicht teilgenommen | nicht teilgenommen | nicht teilgenommen | nicht teilgenommen | nicht teilgenommen | nicht teilgenommen |
| 1980      | 5                  | 5                  | 0                  |                    | 5                  |                    |                    |                    |                    |                    |                    |                    |                    |
| 1984      | 4                  | 4                  | 0                  | 2                  | 2                  |                    |                    |                    |                    |                    |                    |                    |                    |
| 1988      | 6                  | 6                  | 0                  | 3                  | 3                  |                    |                    |                    |                    |                    |                    |                    |                    |
| 1992      | 6                  | 5                  | 1                  |                    | 6                  |                    |                    |                    |                    |                    |                    |                    |                    |
| 1996      | 9                  | 5                  | 4                  |                    | 9                  |                    |                    |                    |                    |                    |                    |                    |                    |
| 2000      | 6                  | 4                  | 2                  | 2                  | 2                  |                    |                    | 2                  |                    |                    |                    |                    |                    |
| 2004      | 3                  | 1                  | 2                  |                    | 2                  |                    |                    | 1                  |                    |                    |                    |                    |                    |
| 2008      | 5                  | 4                  | 1                  | 1                  | 4                  |                    |                    |                    |                    |                    |                    |                    |                    |
| 2012      | 4                  | 2                  | 2                  |                    | 3                  |                    | 1                  |                    |                    |                    |                    |                    |                    |
| 2016      | 8                  | 7                  | 1                  | 2                  | 6                  | 1                  |                    |                    |                    |                    |                    |                    |                    |
| 2020      | 2                  | 1                  | 1                  |                    | 2                  |                    |                    |                    |                    |                    |                    |                    |                    |
| 2024      | 3                  | 1                  | 2                  |                    | 2                  |                    |                    | 1                  |                    |                    |                    |                    |                    |
| Gesamt    | Gesamt             | Gesamt             | Gesamt             | Gesamt             | Gesamt             | Gesamt             | Gesamt             | Gesamt             | 0                  | 0                  | 0                  | 0                  |                    |

### Winterspiele
| Jahr      | Athleten           | Athleten           | Athleten           | Sportarten         | Medaillen          | Medaillen          | Medaillen          | Medaillen          | Rang               |
| Jahr      | Gesamt             |                    |                    | Sportarten         |                    |                    |                    | Medaillen – Gesamt | Rang               |
| --------- | ------------------ | ------------------ | ------------------ | ------------------ | ------------------ | ------------------ | ------------------ | ------------------ | ------------------ |
| 1924–2022 | nicht teilgenommen | nicht teilgenommen | nicht teilgenommen | nicht teilgenommen | nicht teilgenommen | nicht teilgenommen | nicht teilgenommen | nicht teilgenommen | nicht teilgenommen |
| Gesamt    | Gesamt             | Gesamt             | Gesamt             | Gesamt             | 0                  | 0                  | 0                  | 0                  | -                  |

## Medaillengewinner

### Goldmedaillen
Bislang (Stand August 2024) keine Medaillengewinner

### Silbermedaillen
Bislang (Stand August 2024) keine Medaillengewinner

### Bronzemedaillen
Bislang (Stand August 2024) keine Medaillengewinner